# Ямасийская война
Ямасийская война (англ. Yamasee War; 1715—1717) — вооружённый конфликт между британскими поселенцами-колонистами на территории современного американского штата Южная Каролина и различными индейскими племенами, в том числе ямаси, криками, чероки, чикасо, катоба, апалачами, апалачиколе, ючами, шауни, жившими вдоль реки Саванна, конгари, уохоу, пи ди, кейп-фира, черо и другими. Некоторые из индейских племенных групп играли в войне незначительную роль, другие же вели наступление по всей территории нынешней Южной Каролины в попытке уничтожить европейскую колонию.

## Предыстория
Причины вступления в войну были различными для различных индейских народов, участвовавших в ней, и взятые ими на себя обязательства также разнились. Эти причины включали в себя захват земель европейцами, введённую ими торговую систему, злоупотребления со стороны торговцев, обращение индейцев в рабство, истощение оленьих стад из-за охоты на них белых, рост индейских долгов и одновременное повышение благосостояния среди ряда поселений колонистов, распространение рисовых плантаций, предложение французскими властями в Луизиане альтернативы британской торговле, давние связи индейцев с Испанской Флоридой, борьба за власть среди индейских племён, а также всё более и более усиливающиеся и надёжные межплеменные связи и недавний на тот момент опыт в военном сотрудничестве между ранее далёкими друг от друга племенами.

## История
Индейцами были убиты сотни колонистов и разрушены многие населённые пункты. «Вольных» торговцев убивали по всей территории нынешнего юго-востока Соединённых Штатов. Оставляя свои поселения близ границы, колонисты бежали в Чарлстон, где в скором времени начался голод по причине отсутствия поставок продовольствия. Выживание колонии Южная Каролина находилось под вопросом в течение 1715 года. Ситуация изменилась в начале 1716 года, когда индейцы чероки встали на сторону колонистов в борьбе против криков, своих давних врагов. Последний из крупных индейских противников Южной Каролины вышел из конфликта в 1717 году, в результате чего в колонии был установлен хрупкий мир.
Ямасийская война была одним из самых разрушительных и важных с точки изменения расстановки сил конфликтов в колониальной Северной Америке. Это был один из самых серьёзных вызовов европейскому господству на континенте со стороны американских индейцев. В течение более чем года колония подвергалась риску уничтожения. Было убито около 7 % белого населения Южной Каролины, что делает эту войну более кровавой, чем война Короля Филипа, которая часто называется самой кровавой войной в Северной Америке с участием коренных американцев. Геополитическая ситуация для британских, испанских и французских колоний, а также для индейских групп на юго-востоке радикально изменилась. Война знаменовала собой окончание ранней колониальной эпохи американского Юга. Ямасийская война и её последствия способствовали появлению новых конфедераций индейских народов, таких как крики и катоба.

## Последствия
Война нанесла огромные убытки колонии Южная Каролина. Почти половина пахотных земель была заброшена, некоторые регионы вернулись к жизни только в 1730-х годах. Погибло 400 поселенцев, то есть примерно 6% всего белого населения колонии. Имущественный ущерб оценивался в 236 000 фунтов стерлингов (примерно 21 миллион долларов по курсу 1990-х годов), на оборону было потрачено 116 000 фунтов, то есть, более чем тройной годовой доход колонии от экспорта. Во избежания повторения конфликта вся частная торговля с индейцами была запрещена. Колонистам было известно, что лорды-собственники не предприняли ничего для помощи колонии, что вызвало недовольство их политикой: колонисты стали требовать лишения лордов-собственников прав на колонию и передачи её под прямое королевское управление.

## В литературе
Роман The Yemassee: A Romance of Carolina авторства Уильяма Симмса, был опубликован в 1835 году.